# Scott Olson
Scott Olson é um guitarrista, baixista e engenheiro de som americano que tocou com a banda Heart entre 1995-1998, e 2002–2003, e com Alice In Chains num concerto para o MTV Unplugged em 1996. Olson foi consultor de gravação do filme Quase Famosos (2000) de Cameron Crowe. Ele voltou a se apresentar com o Alice in Chains em 18 de Fevereiro de 2005, durante um show beneficente em Seattle para as vítimas do tsunami que atingiu a Ásia em 2004, e se juntou a banda novamente para tocar a canção "No Excuses" num show em Washington, D.C. em 25 de Outubro de 2006.
Olson produziu e foi engenheiro de som de álbuns de artistas como Heart, Jerry Cantrell, Queensrÿche, Deftones, Limp Bizkit, Pauline Oliveros, Powerman 5000, Unearth, Buckcherry e Dredg.
Em 2018, Olson foi diagnosticado com demência progressiva. Em Agosto de 2018, Nancy Wilson, guitarrista da banda Heart, e a banda Alice in Chains compartilharam em suas redes sociais uma página de financiamento coletivo criada por amigos de Olson para ajudar a cobrir seus custos de vida assistida e despesas médicas. Desde 2019, Olson mora em uma casa de repouso para idosos em Kirkland, Washington.

## Discografia

### Músico
| Ano  | Álbum | Artista                      | Notas                                                      |
| ---- | --- | ---------------------------- | ---------------------------------------------------------- |
| 1992 | A Very Special Christmas, Vol. 2 - Lançamento: 20 de Outubro de 1992 - Gravadora: A&M Records                   | Vários                       | vocais em "Blue Christmas"                                 |
| 1994 | Tribute to Edith Piaf - Lançamento: 28 de Junho de 1994 - Gravadora: Amherst Records                            | Vários                       | guitarra em "Jezebel"                                      |
| 1996 | MTV Unplugged: Alice in Chains - Lançamento: 30 de Julho de 1996 - Gravadora: Columbia Records                  | Alice in Chains              | violão rítmico; baixo acústico em "Killer Is Me"           |
| 1999 | WASBE '99: Oklahoma State University Wind Ensemble - Lançamento: 16 de Agosto de 1999 - Gravadora: Mark Records | Oklahoma State Wind Ensemble | percussão                                                  |
| 2002 | Guilty Pleasures - Lançamento: 16 de Novembro de 2002 - Gravadora: Independente                                 | Peepshow                     | compositor, guitarra                                       |
| 2003 | Alive in Seattle - Lançamento: 11 de Junho de 2003 - Gravadora: BMG                                             | Heart                        | guitarras, backing vocals                                  |
| 2005 | B-Sides & Rarities - Lançamento: 4 de Outubro de 2005 - Gravadora: Rhino Entertainment/Maverick                 | Deftones                     | guitarra em "Change (In The House Of Flies)"               |
| 2006 | The Essential Alice in Chains - Lançamento: 5 de Setembro de 2006 - Gravadora: Columbia Records                 | Alice in Chains              | violão rítmico em "Nutshell"; baixo acústico em "Over Now" |
| 2008 | Playlist: The Very Best of Heart - Lançamento: 8 de Julho de 2008 - Gravadora: Epic/Legacy                      | Heart                        | guitarra, backing vocals                                   |
| 2008 | Playlist Plus: A Very Special Christmas - Lançamento: 14 de Outubro de 2008 - Gravadora: A&M Records            | Vários                       | guitarra, teclado, backing vocals                          |
| 2011 | A Very Special Christmas Vol. 1 & Vol. 2 - Lançamento: 23 de Agosto de 2011 - Gravadora: A&M Records            | Vários                       | guitarra, teclado, backing vocals                          |
| 2012 | Strange Euphoria - Lançamento: 5 de Junho de 2012 - Gravadora: Epic/Legacy                                      | Heart                        | guitarra, backing vocals                                   |

### Produtor
| Ano  | Álbum                                             | Artista          | Notas                                  |
| ---- | ------------------------------------------------- | ---------------- | -------------------------------------- |
| 1985 | Heart                                             | Heart            | técnico de guitarra                    |
| 1992 | A Very Special Christmas, Vol. 2                  | Vários           | produtor                               |
| 1995 | The Road Home                                     | Heart            | engenheiro de som, gerente de produção |
| 1996 | Home Alive: The Art of Self Defense               | Vários           | produtor, engenheiro de som, mixagem   |
| 1998 | Collection                                        | Mike Strickland  | engenheiro de som                      |
| 1998 | Boggy Depot                                       | Jerry Cantrell   | engenheiro de som assistente           |
| 1999 | Makin' Bacon                                      | The Rockinghams  | produtor, engenheiro de som            |
| 1999 | Buckcherry                                        | Buckcherry       | enginheiro de som, programador         |
| 1999 | Music Bank                                        | Alice in Chains  | recording, produtor                    |
| 2000 | White Pony                                        | Deftones         | recording/engenheiro de Pro-Tools      |
| 2000 | Musicworks 76: Changing The Score                 | Pauline Oliveros | electronics em "Primordial/Lift"       |
| 2000 | Almost Famous (Music From The Motion Picture)     | Vários           | recording em "Fever Dog"               |
| 2000 | Chocolate Starfish and the Hot Dog Flavored Water | Limp Bizkit      | engenheiro de som                      |
| 2000 | Little Nicky (Music From the Motion Picture)      | Vários           | engenheiro de som, Pro-Tools           |
| 2001 | Valentine (Original Motion Picture Soundtrack)    | Vários           | engenheiro de som, Pro-Tools           |
| 2001 | Live Raw in Germany                               | The Hellecasters | mixagem ao vivo                        |
| 2001 | Microfish                                         | Spys4Darwin      | engenheiro de som                      |
| 2001 | Anyone for Doomsday?                              | Powerman 5000    | engenheiro de som, Pro-Tools           |
| 2002 | Guilty Pleasures                                  | Peepshow         | produtor, compositor                   |
| 2003 | Tribe                                             | Queensrÿche      | engenheiro de som                      |
| 2003 | Back to School (Mini Maggit)                      | Deftones         | engenheiro de som, edição digital      |
| 2005 | Catch Without Arms                                | Dredg            | engenheiro de som, Pro-Tools           |
| 2005 | B-Sides & Rarities                                | Deftones         | engenheiro de som, Pro-Tools           |
| 2006 | III: In the Eyes of Fire                          | Unearth          | engenheiro de som                      |
| 2007 | Moody Glow                                        | Future Fossils   | produtor, engenheiro de som            |
| 2008 | Playlist Plus: A Very Special Christmas           | Vários           | produtor                               |
| 2009 | Feathergun                                        | Rishloo          | produtor, engenheiro de som, mixagem   |
| 2011 | A Very Special Christmas Vol. 1 & Vol. 2          | Vários           | produtor                               |
| 2016 | The Studio Album Collection                       | Deftones         | engenheiro de som, Pro-Tools           |